# Nandara flavescens
Nandara flavescens är en insektsart som beskrevs av Irena Dworakowska 1984. Nandara flavescens ingår i släktet Nandara och familjen dvärgstritar. Inga underarter finns listade i Catalogue of Life.